# 中島唯
中島唯（日语：／ Nakajima Yui，1991年10月11日—），日本女性配音員。出身於大阪府。Mausu Promotion所屬。身高148.5cm。A型血。

## 人物簡介
大阪綜合設計專門學校出身。2012年以準所屬身分加入經紀公司EARLY WING，2013年，以短篇電視動畫《Aiura》飾演主角天谷奏香出道。
2017年5月31日，離開EARLY WING，翌日6月1日加入Mausu Promotion。
擅長方言：大阪方言。興趣、特長：偶像鑑賞、玩遊戲、運動、劍道、躲避球。
2018年12月29日在Twitter發表結婚訊息。

## 演出作品
※粗體字表示說明飾演的主要角色。

### 電視動畫
2013年
- Aiura（天谷奏香[7]）

2014年
- 世界征服 謀略之星（女學生）

2015年
- 七大罪（吉爾）

2016年
- 三者三葉（女子C）
- 半田君傳說（女學生）

2017年
- 捏造陷阱 -NTR-（砂羽子）

2018年
- 七大罪 戒律的復活（妖精）
- 偶像活動Stars！（朋友）
- ISLAND（反取芽衣[8]）
- 天空與海洋之間（御先神大人）
- 茜色少女（男孩子）

2019年
- 為了女兒，我說不定連魔王都能幹掉。（烏提）

### 電影動畫
2015年
- PERSONA3 THE MOVIE #3 Faling Dawn（學生A）

2021年
- 東京七姐妹 -我們將化為青空-（野原姬[9]）

### 網路動畫
2017年
- Mausu動物園（饅頭蛙化的唯[10]）

2020年
- Mausu動物園名作劇場（饅頭蛙化的唯）

### 遊戲
2013年
- Aiura（天谷奏香[11]）

2014年
- 極限凸記萌萌編年史（日语：限界凸記 モエロクロニクル）（吸血鬼）
- 東京七姐妹（野原姬[12]）

2015年
- ！IDOL PARADISE（艾莉娜·隆德[13]）
- 輝星的反叛（小野小町、蕾普拉康）

2016年
- 神獄塔 斷罪瑪麗（庫菈菈[14]）
- X-world（式神陽子[15]）
- 射擊少女（鷹見玲央）

2017年
- 忍者夢魘（溫潤天妃妮妮[16]）
- 天空艦隊（莉布爾）

2018年
- LayereD Stories 0（メモリア、〈幼少時期〉）
- 天華百劍 -斬-（獅子貞宗[17]）
- 神獄塔 斷罪瑪麗2（庫菈菈[18]）
- 音擊（早乙女彩華）
- 永恆冒險（蓋亞）

2019年
- 聖火降魔錄 風花雪月（フ）
- Princess Connect！Re:Dive（辦理客、女學生）

2020年
- 怪物彈珠（2020年—2021年，炊飯女孩[19]、帕斯卡[20]）
- 神獄塔 斷罪瑪麗Finale（庫菈菈[21]）
- 明日方舟（酸糖）

### 廣播劇CD
- 女子高校拷問部 廣播劇CD ～Triangle maidens～（2016年，女學生[22]）
- 株式會社CO通 企業節目CD ～新人業務員向前走～（2017年，幼年女子）
- MAUSU THEATER

### 動態漫畫
- 我的初戀情人（日语：僕の初恋をキミに捧ぐ）
- 寄生獸
- 近距離戀愛
- 只要妳說妳愛我。
- 漂流世界 地球下課後（日语：地球の放課後）（八重子[23]）

### 廣播節目
※記號表示說明網路廣播。
- AiuRadio（2013年，niconico生放送、音泉）※
- （2013年－現在，大阪電台、超！A&G+※）
- LayereD Stories 0放送局（2017年－2018年，niconico生放送）※[24]
- ～～（2018年，niconico動畫）※[25]
- 憂希與唯的2人電台生活♡（2020年－播出中，音泉）※[注 1][26]

### 電視節目
※記號表示說明網路電視。
- 會如何呢？2015AT-X編成會議（2015年）[27]
- 遊戲生活向上委員會（2017年－現在，Youtube）※

### 廣告
- 我們的夏祭2013！AT-X聲優綜藝祭（AT-X）[28]

### 影像作品
- 電視動畫 Aiura「AiuRadio」完全版Disc（2013年8月）
- t7s 1st Anniversary Live in Zepp Tokyo 15'→34'Blu-ray／DVD「H-A-J-I-M-A-L-I-V-E-!!」（2015年10月）[29]
- t7s 2nd Anniversary Live 16'→30'→34' -INTO THE 2ND GEAR-（2017年1月）[30]
- t7s 3rd Anniversary Live 17'→XX -CHAIN THE BLOSSOM- in Makuhari Messe（2017年9月）[31]
- Tokyo 7th Sisters Memorial Live in NIPPON BUDOKAN “Melody in the Pocket”（2019年2月）[32]
- t7s 4th Anniversary Live -FES!! AND YOUR LIGHT- in Makuhari Messe（2019年7月）[33]
- t7s 5th Anniversary Live -SEASON OF LOVE- in Makuhari Messe（2020年3月）[34]

### 其它
- 說話角色（2013年，手機遊戲）－天谷奏香[35]
- FeBe（日语：FeBe） 有聲書「我又夢見相同的夢了（日语：また、同じ夢を見ていた）」（2017年，荻原、貓[36]）
- 私英雄祝福（2018年，潔拉絲）
- 溫泉女孩（2018年，溫泉擬人化計劃）－犬鳴山命[37]

## 音樂作品

### 角色歌曲
| 發行日期 | 標題                                            | 名義                                                                                                 | 曲名                                                               | 商業搭配                                      |
| 2013年   | 2013年                                          | 2013年                                                                                               | 2013年                                                             | 2013年                                        |
| -------- | ----------------------------------------------- | --- | ------------------------------------------------------------------ | --------------------------------------------- |
| 4月24日  | ☆Do-Luck！                                      | AIU♥LOVE                                                                                             | 「☆Do-Luck！」 「限近座標」                                        | 電視動畫《Aiura》片頭主題曲                   |
| 4月24日  |                                                 | AIU♥LOVE                                                                                             | 「」 「☆」                                                         | 電視動畫《Aiura》片尾主題曲                   |
| 5月29日  | DAY～☆                                          | 天谷奏香（中島唯）                                                                                   | 「DAY～☆」 「！」                                                  | 電視動畫《Aiura》角色專輯                     |
| 8月7日   | Aiura 藍光特典CD                                | AIU♥LOVE                                                                                             | 「」                                                               | 電視動畫《Aiura》劇中插入歌                   |
| 2014年   |                                                 | |                                                                    |                                               |
| 12月28日 | t7s Longing for summer                          | WITCH NUMBER 4                                                                                       | 「PRIZM♪RIZM」                                                     | 遊戲《東京七姐妹》相關歌曲                    |
| 2015年   |                                                 | |                                                                    |                                               |
| 5月20日  | H-A-J-I-M-A-L-B-U-M-!!                          | 777☆SISTERS                                                                                          | 「H-A-J-I-M-A-R-I-U-T-A-!!」 「Cocoro Magical」 「KILL☆ER☆TUNE☆R」 | 遊戲《東京七姐妹》相關歌曲                    |
| 5月20日  | H-A-J-I-M-A-L-B-U-M-!!                          | WITCH NUMBER 4                                                                                       | 「SAKURA」                                                         | 遊戲《東京七姐妹》相關歌曲                    |
| 7月29日  | 僕青空／FUNBARE☆RUNNER                          | 777☆SISTERS                                                                                          | 「僕青空」 「FUNBARE☆RUNNER」                                      | 遊戲《東京七姐妹》相關歌曲                    |
| 12月9日  | Snow in “I love you”                            | 777☆SISTERS                                                                                          | 「Snow in“I love you”」                                            | 遊戲《東京七姐妹》相關歌曲                    |
| 2017年   |                                                 | |                                                                    |                                               |
| 4月19日  | t7s Longing for summer Again And Again ～春風～ | 777☆SISTERS                                                                                          | 「 ～You were here～」                                             | 遊戲《東京七姐妹》相關歌曲                    |
| 8月13日  | /STAY☆GOLD                                      | 777☆SISTERS                                                                                          | 「」 「STAY☆GOLD」                                                 | 遊戲《東京七姐妹》相關歌曲                    |
| 2018年   |                                                 | |                                                                    |                                               |
| 7月4日   | THE STRAIGHT LIGHT                              | WITCH NUMBER 4                                                                                       | 「星屑☆」                                                          | 遊戲《東京七姐妹》相關歌曲                    |
| 10月10日 | MELODY IN THE POCKET                            | 777☆SISTERS                                                                                          | 「MELODY IN THE POCKET」                                           | 遊戲《東京七姐妹》相關歌曲                    |
| 2019年   |                                                 | |                                                                    |                                               |
| 4月24日  | ONGEKI Vocal Collection 03                      | bitter flavor                                                                                        | 「Kiss Me Kiss」                                                   | 遊戲《音擊》相關歌曲                          |
| 4月24日  | ONGEKI Vocal Collection 03                      | 早乙女彩華（中島唯）                                                                                 | 「What color...」 「Kiss Me Kiss」                                 | 遊戲《音擊》相關歌曲                          |
| 6月19日  | NATSUKAGE -夏陰-                                | 777☆SISTERS                                                                                          | 「NATSUKAGE -夏陰-」 「夏☆」                                       | 遊戲《東京七姐妹》相關歌曲                    |
| 2020年   |                                                 | |                                                                    |                                               |
| 2月26日  | ONGEKI Vocal Collection 07                      | AQUA SHOOTERS                                                                                        | 「感情」                                                           | 遊戲《音擊》相關歌曲                          |
| 2月26日  | ONGEKI Vocal Collection 07                      | 早乙女彩華（中島唯）                                                                                 | 「感情」                                                           | 遊戲《音擊》相關歌曲                          |
| 4月29日  | 百華繚亂 貳                                     | 厚藤四郎（長野佑紀）、謙信助宗（真野步）、獅子貞宗（中島唯）                                         | 「刀操」                                                           | 遊戲《天華百劍 -斬-》相關歌曲                 |
| 10月28日 | ONGEKI Vocal Party 02                           | 藤澤柚子（久保田梨沙）、早乙女彩華（中島唯）                                                         | 「夏色花火」                                                       | 遊戲《音擊》相關歌曲                          |
| 10月28日 | ONGEKI Vocal Party 02                           | 早乙女彩華（中島唯）                                                                                 | 「夏色花火」                                                       | 遊戲《音擊》相關歌曲                          |
| 11月25日 | Across the Rainbow                              | 777☆SISTERS                                                                                          | 「Across the Rainbow」 「」                                        | 遊戲《東京七姐妹》相關歌曲                    |
| 11月25日 | Across the Rainbow                              | 777☆SISTERS                                                                                          | 「Departures -歌-」                                                | 電影動畫《東京七姐妹 -我們將化為青空-》主題歌 |
| 12月23日 | ONGEKI Sound Collection 04 No Limit RED Force   | 星咲明（赤尾光）、藍原椿（橋本千波）、早乙女彩華（中島唯）、柏木咲姬（石見舞菜香）、柏木美亞（和氣杏未） | 「No Limit RED Force」                                             | 遊戲《音擊》相關歌曲                          |
| 12月23日 | ONGEKI Sound Collection 04 No Limit RED Force   | 早乙女彩華（中島唯）                                                                                 | 「No Limit RED Force」                                             | 遊戲《音擊》相關歌曲                          |

### 其它參加樂曲
| 發行日期       | 商品名稱       | 主唱                       | 樂曲                                | 備註                 |
| -------------- | -------------- | -------------------------- | ----------------------------------- | -------------------- |
| 2013年10月26日 |                | 大空直美、中島唯、松田颯水 | 「」                                | 廣播節目《》相關歌曲 |
| 2014年12月30日 | CD             | 大空直美、中島唯、松田颯水 | 「」                                | 廣播節目《》相關歌曲 |
| 2014年12月30日 | CD             | 中島唯                     | 「」                                | 廣播節目《》相關歌曲 |
| 2016年7月17日  | NEW WORLD/好人 | 大空直美、中島唯、松田颯水 | 「NEW WORLD」 「好人」              | 廣播節目《》相關歌曲 |
| 2017年9月17日  | ～唯我SONG丸   | 大空直美、中島唯、松田颯水 | 「RADIO SHIP」                      | 廣播節目《》相關歌曲 |
| 2017年9月17日  | ～唯我SONG丸   | 中島唯                     | 「」                                | 廣播節目《》相關歌曲 |
| 2018年7月7日   | mecha go！go！ | 大空直美、中島唯、松田颯水 | 「」 「Go forward into the future」 | 廣播節目《》相關歌曲 |

## 腳註

## 外部連結
- Mausu Promotion公式官網的聲優簡介 （页面存档备份，存于） （日語）
- 中島唯的X（前Twitter） （日語）